# Mikhail Kalatosov
Mikhail Kalatosov (russisk: Михаил Константинович Калатозов) (født 28. december 1903 i Tbilisi i det Russiske Kejserrige, død 27. marts 1973 i Moskva i Sovjetunionen) var en sovjetisk filminstruktør og manuskriptforfatter.

## Filmografi
- Salt til Svaneti (Соль Сванетии, 1930)[1][2]
- Søm i støvlen (Гвоздь в сапоге, 1931)
- Mod (Мужество, 1939)
- Valerij Tjkalov (Валерий Чкалов, 1941)
- De dømtes sammensværgelse (Заговор обречённых, 1950)
- Fjendtlige hvirvelvinde (Вихри враждебные, 1953)
- Tre mand på en tømmerflåde (Верные друзья, 1954)
- Pervyj esjelon (Первый эшелон, 1955)
- Tranerne flyver forbi (Летят журавли, 1957)
- Brevet som aldrig blev afsendt (Неотправленное письмо, 1959)
- Ja - Kuba (Я - Куба, 1964)
- Det røde telt (Красная палатка, 1969)